# Odhodi
Odhodi (japonsko おくりびと, Hepburn Okuribito) je japonski dramski film iz leta 2008, ki ga je režiral in koproduciral Jodžiro Takita, v glavnih vlogah pa nastopajo Masahiro Motoki, Rjoko Hirosue in Cutomu Jamazaki. Zgodba spremlja mladega moškega, ki se vrne v domače mesto po neuspešni karieri čelista in si najde leto tradicionalnega obrednega pogrebnika (納棺師 (nōkanshi) oz. 湯灌師 (yukanshi)). Zaradi močnega družbena tabuja do ljudi povezanih s smrtjo je tarča predsodkov s strani someščanov in celo svoje žene. Toda sčasoma to popravi preko dostojanstva in lepote svojega dela. 
Idejo za film je dobil Motoki, ko je ob potovanju v Indijo spremljal pogrebno slovesnost ob Gangesu in nato ob raziskavi teme naletel na avtobiografijo budističnega pogrebnika Nokanfu Nikki. Zaradi predsodkov o smrti distributerji niso želeli izdati filma na Japonskem do presenetljive zmage na Svetovnem filmskem festivalu v Montrealu avgusta 2008. Mesec dni kasneje je bil premierno prikazan v japonskih kinematografih in osvojil nagrado japonske filmske akademije za film leta ter postal najbolj gledani domači film leta. Na Japonskem je osvojil še nagrade za najboljši film revije Kinema Junpo, Mainičijevo filmsko nagrado in Burū Ribon Shō. Na 81. podelitvi je kot prvi japonski film osvojil oskarja za najboljši tujejezični film.

## Vloge
- Masahiro Motoki kot Daigo Kobajaši
- Rjoko Hirosue kot Mika Kobajaši
- Cutomu Jamazaki kot Šoei Sasaki
- Kimiko Jo kot Juriko Uemura
- Kazuko Jošijuki kot Cujako Jamašita
- Takaši Sasano kot Šokiči Hirata
- Tetta Sugimoto kot Jamašita
- Toru Minegiši kot Tošiki Kobajaši
- Taro Išida kot g. Sonezaki